# Kaple Panny Marie (Radeč)
Kaple Panny Marie v Radči u Úpice je malá sakrální stavba z konce 19. století. Od roku 1993 je chráněna jako kulturní památka České republiky.

## Historie
Kapli nechali vystavět v roce 1892 manželé Ježkovi, kterým v Radči patřil hostinec. Architektem kaple byl zřejmě sochař Pátý z úpického předměstí Podradeč. Kaple se záhy stala lokálním poutním místem. Úpický kronikář Vilém Schreiber ovšem již nedlouho poté uvádí, že poutní legenda vážící se ke kapli (pomocí vody ze studánky u kaple měl být v roce 1890 uzdraven třináctiletý chlapec) je podvod, který měl hostinskému Ježkovi zajistit vyšší zisky díky útratám od hladových a žíznivých poutníků. Poutě byly následně i církevně zakázány. Tolerovány začaly být až později, když se pohled na události tradované kolem kaple poněkud změnil.
Pramen u kaple postupem let vyschnul, nicméně poutní tradice (byť po roce 1948 již pouze soukromá) zde trvala až do 70. let 20. století. K tomu snad přispěla i skutečnost, že kaple nikdy nebyla církevním majetkem, vždy patřila některé z radečských rodin. Ke dni 25. listopadu 1993 byla kapli přiřknuta památková ochrana. V roce 2008 stavba změnila majitele a ten zajistil její zásadní opravu.

## Architektonická podoba
Kaple se nachází při  hranici katastrálních území Úpice a Radeč, přičemž ještě patří celá do Radče. Je to jednolodní malá stavba, orientovaná oltářem k severu. Architektura kaple je pozdější nápodobu klasicistních forem. Oltářní prostor je uzavřen do půlkruhu. Loď kaple je osvětlena na východní a západní straně dvojicí nevelkých obdélných, do půlkruhu uzavřených okének. Nad střechu nad lodí vystupuje šestiboká sanktusová věžička. V ní je zavěšen malý zvon, který nechal ulít majitel kaple v roce 2009 jako poděkování za narození syna.